# Zerstörung des islamischen Kulturerbes in Saudi-Arabien

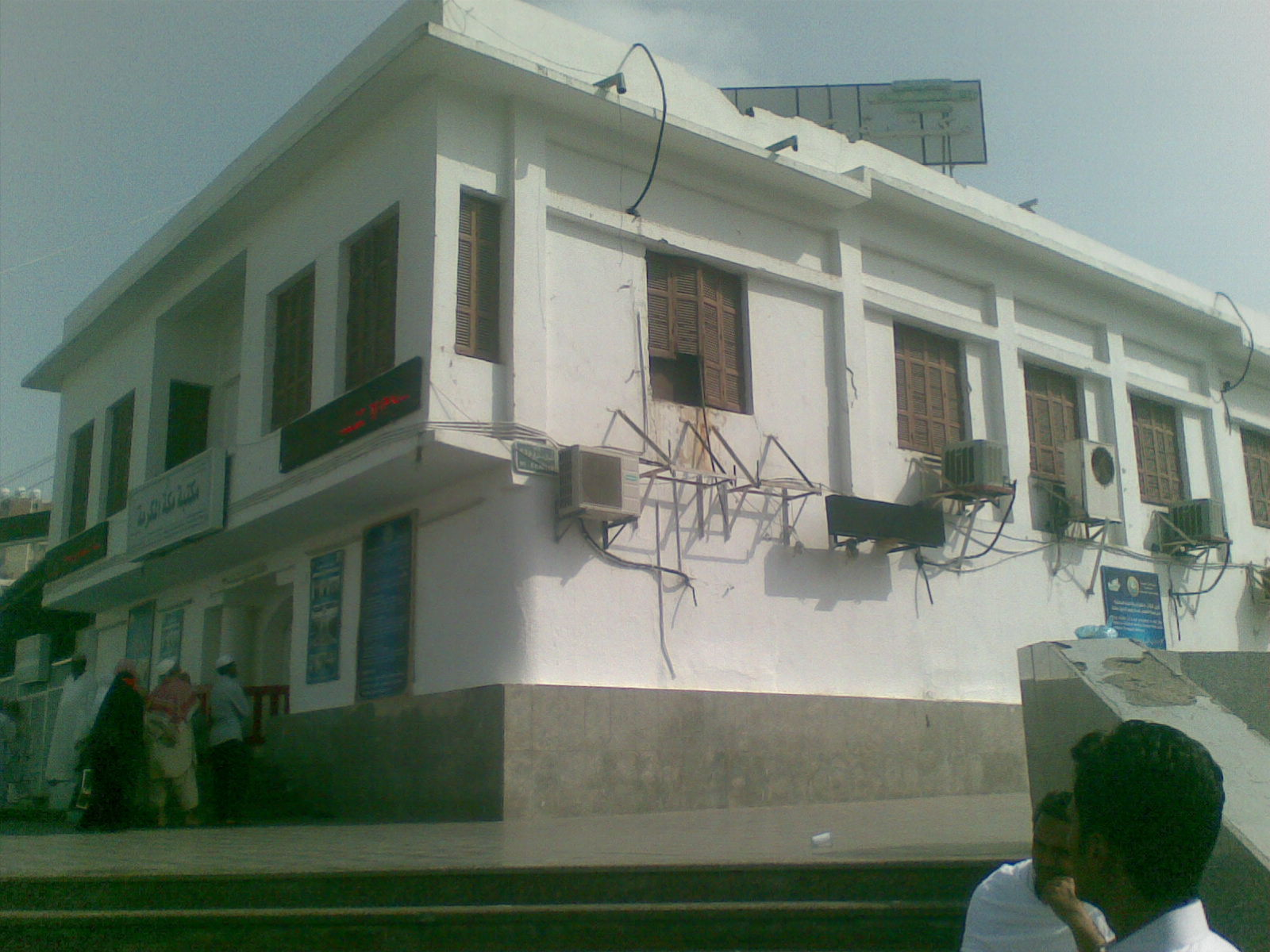
Mohammeds Geburtshaus wurde zerstört und an dessen Stelle 1951 eine Bibliothek errichtet

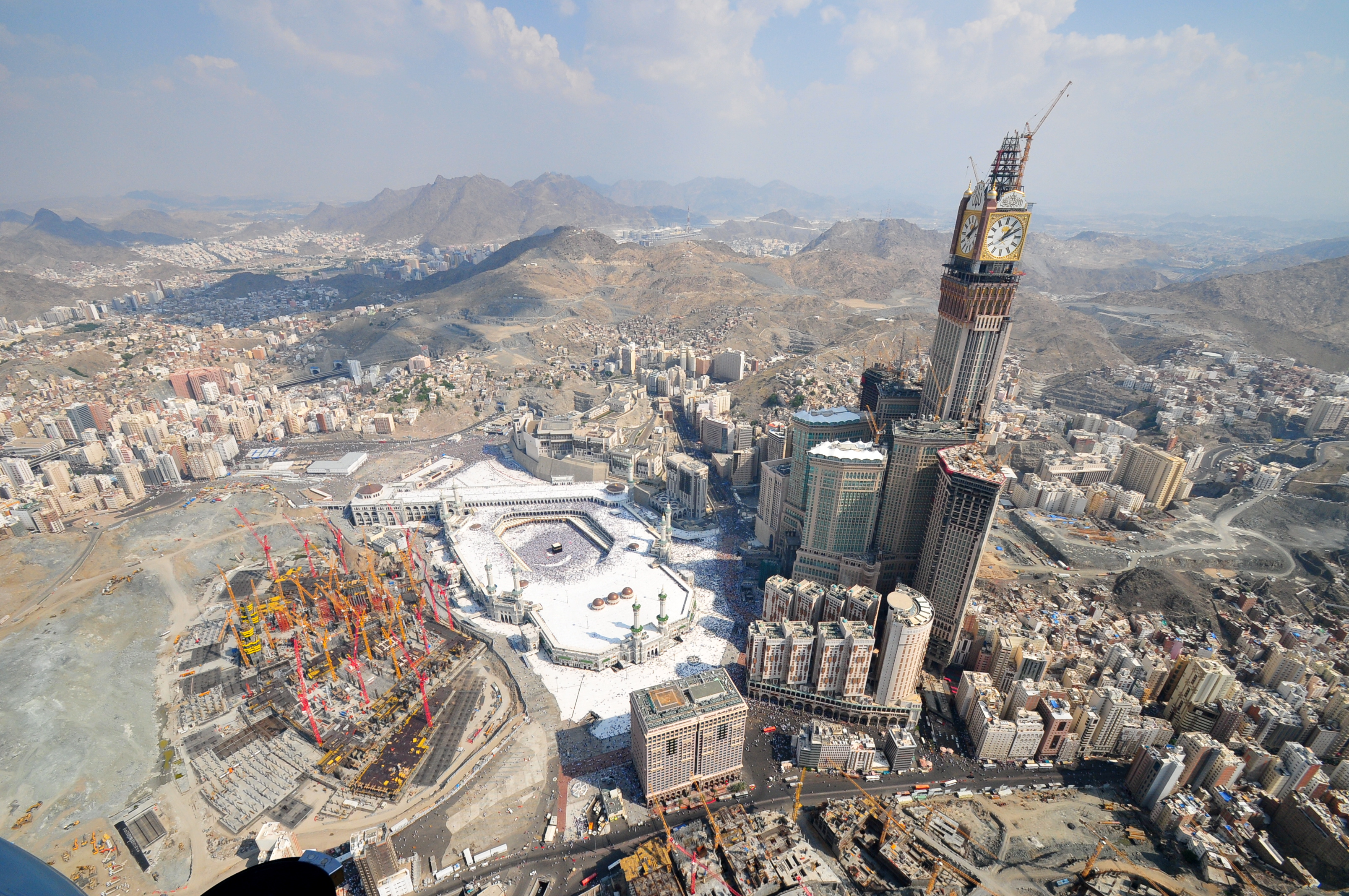
Die auf historischen Stätten erbauten Abraj Al Bait Towers mit der erweiterten Großen Moschee in Mekka

Die Zerstörung des islamischen Kulturerbes in Saudi-Arabien findet hauptsächlich in der saudi-arabischen Region Hedschas statt, insbesondere in den heiligen Städten Mekka und Medina. Sie betrifft vor allem alte Moscheen, Friedhöfe, Häuser und Stätten mit Bezug zum Religionsstifter Mohammed und weiteren führenden Persönlichkeiten des frühen Islams. Diese Zerstörungen werden von saudischen Behörden hauptsächlich mit Erweiterungsarbeiten rund um die al-Harām-Moschee in Mekka und die Prophetenmoschee in Medina begründet, die Jahr für Jahr eine steigende Anzahl von Pilgern aufnehmen.
Zwischen 1985 und 2014 soll der saudische Staat laut Islamic Heritage Research Foundation in London um die 98 % seines historischen und religiösen Baubestandes zerstört haben. Es wurden (und werden) nicht nur muslimische, sondern auch vorislamische Kulturgüter zerstört, wie etwa nach der Besetzung der Großmoschee 1979.

## Geschichte

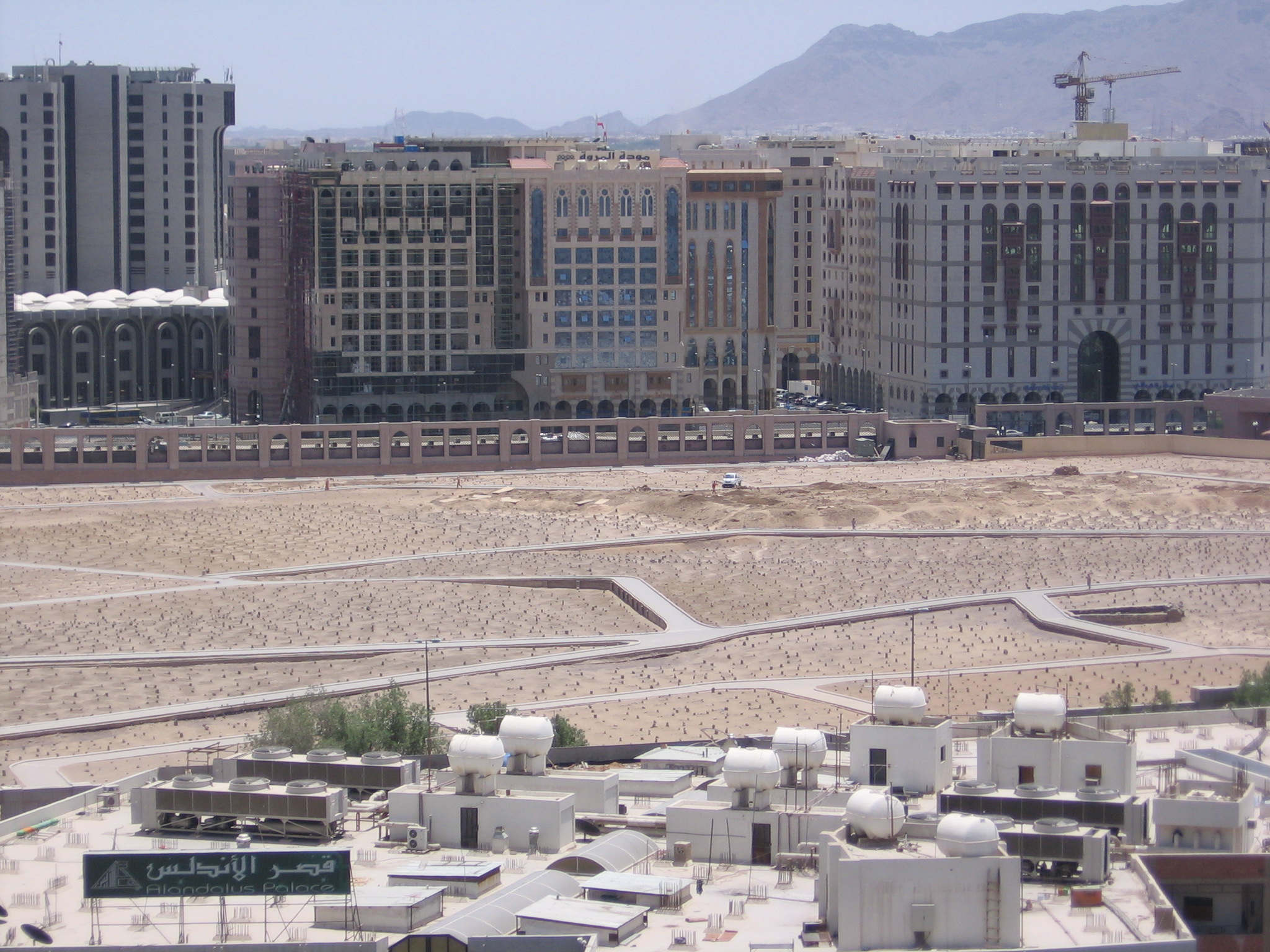
Der stark vereinfachte Baqīʿ al-Gharqad, Medina, 2008

1932 war der politische Einigungsprozess von Saudi-Arabien abgeschlossen, und Ibn Saud aus der Dynastie der Saud erklärte sich zum König. Ab 1938, mit dem Beginn der Erdölförderung bei Dammam, stieg Ibn Saud zu einem der reichsten Herrscher der islamischen Welt auf. Durch die reichen Erdölvorkommen erlangte das Königreich Wohlstand und eine enorme Bedeutung für die Wirtschaft der westlichen Industrienationen. Die bisher über den Hedschas herrschenden Haschimiten wurden von Ibn Saud und seiner beduinischen Armee vertrieben. Die neuen Herrscher stammten aus dem Hochland Nadschd und gehörten der wahhabitischen Richtung des Islams an, in der Sufismus, alle Formen der Schia, Heiligenverehrung und Wallfahrten zu Gräbern strikt abgelehnt werden. Die traditionellen religiösen Praktiken im Hedschas wurden von wahhabitischen Gelehrten als unbegründeter Aberglaube dargestellt und unter dem Vorwurf des Abfalls vom Monotheismus rigoros bekämpft.
Die wahhabitische Bewegung war von Muhammad ibn ʿAbd al-Wahhāb gegen Ende des 18. Jahrhunderts gegründet worden und begann im frühen 19. Jahrhundert mit der Plünderung und Zerstörung von muslimischen Heiligtümern. 1802 plünderten Wahhabiten aus Nadschd unter der Führung von Abd al-Aziz ibn Muhammad die Stadt Kerbela, töteten Tausende von Einwohnern und zerstörten das Grab von Mohammeds Enkel Hussain. Im selben Jahr eroberte eine wahhabitische Armee Ta'if, ein Jahr später Mekka, wo sie auf dem Friedhof Dschannat al-Mualla die Schreine über den Gräbern von Mohammeds Frau Chadidscha, seiner Tochter Fatima und weiteren seiner Angehörigen zerstörten. 1806 erfolgte die Besetzung von Medina, wo der Baqīʿ al-Gharqad neben der Prophetenmoschee ein erstes Mal zerstört wurde. In der Auseinandersetzung mit der türkischen Schutzmacht kam es zum siebenjährigen osmanisch-saudischen Krieg (1811–1818), in welchem das osmanische Heer einen entscheidenden Sieg errang, die Saudis zum Rückzug aus dem Hedschas zwang und bis 1860 zahlreiche Heiligtümer in der Region neu erbaute.
Am 21. April 1925 wurden die Mausoleen und Schreine auf dem al-Baqiʿ-Friedhof in Medina wiederum demoliert. Besonders ins Visier genommen wurden diesmal die Gräber der Opfer der Schlacht von Uhud, darunter auch dasjenige von Mohammeds Onkel Hamza ibn ʿAbd al-Muttalib, die Gräber der Imame ʿAlī Zain al-ʿĀbidīn, Muhammad al-Bāqir und Dschaʿfar as-Sādiq, sowie mehrere Moscheen mit Bezug zu Mohammed und seinen Angehörigen. Bis auf zwei erhaltene Zeilen wurde die berühmte Qasida al-Burda von al-Busiri, in welcher der Dichter aus dem 13. Jahrhundert die Verdienste Mohammeds besingt, übermalt. Außerdem wurden in Medina das Haus von Mohammeds Konkubine Maria und die Grabstätte von Hamīda, der Mutter von Mūsā al-Kāzim, zerstört. Der Zerstörungen wird jährlich am Tag der Trauer (yaum-e gham) gedacht.
Im 21. Jahrhundert werden Kulturstätten in Mekka und Medina in einem bisher unerreichten Ausmaß durch saudische Behörden beseitigt, wobei gleichzeitig Hotels, Restaurants und Einkaufszentren im Luxusbereich errichtet werden. Nach Schätzungen werden zurzeit für die Planung von Hotels, Dienstleistungen und die Verbesserung der Infrastruktur 13 Milliarden US-Dollar ausgegeben. Im Zuge des Baus der milliardenschweren Abraj Al Bait-Hochhäuser mit dem Mecca Royal Clock Tower Hotel, einem der weltweit höchsten Gebäude, wurde die um 1780 errichtete osmanische Adschyād-Festung im Frühjahr 2002 abgerissen und der größte Teil des Bulbul-Hügels, auf dem sie stand, eingeebnet, was vom türkischen Außenminister İsmail Cem und weiteren offiziellen Vertretern der Türkei heftig kritisiert wurde. Andererseits wird ʿAbd al-Wahhābs Wirkungsstätte Dirʿiyya zu einer touristischen Attraktion ausgebaut. Der pakistanisch-britische Gelehrte Ziauddin Sardar spricht von der Zerstörung von Mekka.